# Kosmos 1217
O Kosmos 1217 (em russo: Космос 1217, significado Cosmos 1217) foi um satélite soviético de sistema de alerta anti-mísseis intercontinentais. Foi desenvolvido como parte do programa Oko de satélites artificiais. O satélite foi projetado para identificar lançamentos de mísseis usando telescópios ópticos e sensores infravermelhos.
O Kosmos 1217 foi lançado em 24 de outubro de 1980 do Cosmódromo de Plesetsk, União Soviética (atualmente na Rússia), através de um foguete Molniya-M. O satélite foi posicionado em uma órbita Molniya, muito utilizada pelos satélites Kosmos.